# 水了軒
株式会社水了軒（すいりょうけん）は弁当の自社製造、販売を行う食品会社。現在の本社は大阪市淀川区。
日本の鉄道駅の構内販売業者から発展し、一時は不動産管理業も行っていた。大阪駅、新大阪駅、天王寺駅の駅弁をはじめとする折詰弁当の調製・販売を行い社団法人日本鉄道構内営業中央会会員でもあったが、2010年4月20日に営業を停止。翌21日に自己破産申請、即日破産手続開始決定。
その後、2010年7月16日に本社工場と「水了軒」関連ブランドを株式会社デリカスイトに売却し、2012年10月1日に株式会社デリカスイトから100％子会社の水了軒株式会社（2012年9月5日設立）に販売業務移管し、現在に至る。
なお、水了軒の屋号を名乗る駅弁業者は現在も和歌山にあり（和歌山水了軒を参照）、山陽本線柳井駅にもあったが、これらと本稿の水了軒とはそれぞれ別会社である。

## 歴史
- 1888年 - 創業。大阪駅での構内営業を開始。主力商品は水あめだったが、営業品目中にはあんぱんが含まれていた。
- 1890年 - 弁当の販売を開始。
- 1894年 - 山陽鉄道[2]広島駅に進出し構内営業を開始。また本店も広島県に移転。
- 1896年 - 広島駅構内で弁当等の販売を開始。
- 1898年 - 本店を大阪に戻す。
- 1901年 - 広島駅での営業を中島改良軒など（のちの広島駅弁当）に譲渡し、広島からは撤退。阪鶴鉄道で車内販売を開始。
- 1906年 - 食堂車の営業を開始。
  - 東海道線3等急行列車での和食を供する食堂車及び南海鉄道（南海電鉄の前身）の喫茶つき急行列車における食堂車であった。3等急行の和食堂車では琵琶湖産のしじみ汁をメニューに加え評判となる。
- 1938年 - 戦時統合により国鉄食堂車の運営母体が日本食堂にまとめられたため、食堂車営業から撤退。
- 1947年 - 東海道線で車内営業を開始。
- 1997年 - 大阪ドーム開場に伴い大正駅で駅弁販売を開始。
- 2002年 - 天王寺駅の構内販売業者芦の家が破産したことに伴い、同駅での構内営業を開始。
- 2005年 - 不動産管理部門と弁当部門を合併し株式会社化。
- 2009年 - 不動産管理部門を別会社に譲渡。
- 2010年
  - 4月20日 - 事業停止。負債総額は約3億3000万円（平成21年2月期末時点）。近年はコンビニエンスストアなど競合増加に加え、駅弁の需要減少などから業績が悪化。売上高は2009年2月期で13億2000万円で、ピーク時（1991年度）の45億円と比べ3分の1以下となっていた[3][4]。翌4月21日破産手続開始決定。
  - 7月16日 - デリカスイトが「水了軒」本社工場と関連ブランドの商標権を取得[5][6][7]。
- 2011年
  - 2月15日 ‐ 駅弁販売が復活[8]。当面は宅配かつ1万円以上での販売のみだが、駅等での販売も予定していた。
  - 3月24日 - 新大阪駅売店での「八角弁当」の販売を再開[9]。
- 2012年
  - 3月1日 - 大丸百貨店梅田店に直営店舗「水了軒厨房」を開設[10]。
  - 4月1日 - 阪神百貨店梅田本店に直営店舗「水了軒厨房」を開設[10]。
  - 9月5日 - 水了軒株式会社設立[10]。
  - 10月1日 - デリカスイト水了軒厨房から水了軒株式会社に販売業務移管[10]。

## 店舗・商品
2011年3月25日以降は、新大阪駅東海道新幹線改札内のジェイアール東海パッセンジャーズが経営する売店にて「八角弁当（1100円）」のみが発売されている。2012年3月1日以降は、大丸梅田店、阪神梅田本店にて、八角弁当のほか「御堂筋弁当」などが復刻販売されている。また2016年から阪神甲子園球場で、高校野球やプロ野球開催時に八角弁当や、阪神タイガース戦開催時は一部選手のコラボ弁当の販売も行っている。
かつての店舗は、大阪駅・新大阪駅・天王寺駅の構内および、大丸心斎橋店・阪神百貨店梅田店にあった。また、大正駅でも野球観戦客を当て込んで駅弁を販売したが、すぐに撤退。大阪は食材訴求・名物料理訴求が難しい場所であると判断していたためか「上方の味」を強く打ち出した幕の内弁当系の商品が多かった。
2008年4月当時の主力ラインナップは以下の通り。
汽車弁当
和風幕の内弁当
味遊楽
和洋折衷型の幕の内弁当
八角弁当
1975年に発売された幕の内弁当
二重折詰
2100円-5250円（2008年現在）の複数の等級を持つ高級幕の内弁当。